# Luigi Pelloux
Luigi Pelloux (La Roche-sur-Foron, Savoie 1. ožujka 1839. — Bordighera 26. listopada 1924.), bio je talijanski general i političar (povijesna desnica). Obnašao je dužnost premijera Italije od 1898. do 1900. godine.
Pelloux postaje topnički časnik 1857., i sudjelovao je kao zapovjednik u ratu kao npr. 1870. u bitki kod Porta Pie, nedaleko rimskih zidina. Poslije ugušenja nemira u Pugliji 1898., imenovan je za premijera. 
Obećanja Pellouxove vlade o promjeni zakona o slobodi udruživanja, okupljanja i slobode tiska, primljena je s velikim otporom u parlamentu kada su te ideje blokirali radikali i socijalisti. Vlada je ipak uspjela provesti neke mjere, poput kraljevskog dekreta, srpnju 1900. Pelloux silazi s premijerske dužnosti pošto je izgubio izbore 1900. godine. 

## Vanjske poveznice
- Internetske stranice talijanskog zastupničkog doma, Portale Storico